# Coppa di Turchia 2014-2015 (pallavolo femminile)
La Coppa di Turchia 2014-2015 si è svolta dal 19 novembre 2014 al 12 aprile 2015: al torneo hanno partecipato 8 squadre di club turche e la vittoria finale è andata per la seconda volta al Fenerbahçe Spor Kulübü.

## Regolamento
Alla competizione prendono parte le migliori 8 classificate della Voleybolun 1.Ligi al termine del girone di andata di regular season. I quarti di finale si svolgono in gare di andata e ritorno. Le quattro formazioni che superano il turno accedono alla Final Four, che si svolge con la formula del round-robin.

## Squadre partecipanti
- Beşiktaş
- Bursa BB
- Çanakkale
- Eczacıbaşı
- Fenerbahçe
- Galatasaray
- İdman Ocağı
- VakıfBank

## Torneo

### Quarti di finale

#### Andata
| 19 novembre 2014 Trabzon 19 Mayıs Spor Salonu, Trebisonda Durata: 1h:02 - Spettatori: 1 000 | İdman Ocağı | 0 - 3 | Eczacıbaşı  | 10-25, 15-25, 13-25        |
| 19 novembre 2014 BJK Akatlar Arena, Istanbul Durata: 1h:11 - Spettatori: 300                | Beşiktaş    | 0 - 3 | VakıfBank   | 15-25, 20-25, 19-25        |
| 19 novembre 2014 Cengiz Göllü Kapalı Spor Salonu, Bursa Durata: 1h:51 - Spettatori: 1 000   | Bursa BB    | 1 - 3 | Fenerbahçe  | 25-23, 21-25, 23-25, 16-25 |
| 19 novembre 2014 Anafartalar Spor Salonu, Çanakkale Durata: 1h:24 - Spettatori:             | Çanakkale   | 0 - 3 | Galatasaray | 17-25, 23-25, 24-26        |

#### Ritorno
| 25 febbraio 2015 Eczacıbaşı Spor Salonu, Istanbul Durata: 1h:09 - Spettatori: 30    | Eczacıbaşı  | 3 - 0 | İdman Ocağı | 25-12, 25-18, 25-23        |
| 26 febbraio 2015 Burhan Felek Spor Salonu, Istanbul Durata: 1h:16 - Spettatori: 100 | VakıfBank   | 3 - 0 | Beşiktaş    | 25-13, 25-11, 25-17        |
| 18 marzo 2015 Burhan Felek Spor Salonu, Istanbul Durata: 1h:04 - Spettatori: 200    | Fenerbahçe  | 3 - 0 | Bursa BB    | 25-9, 25-18, 25-13         |
| 26 febbraio 2015 Burhan Felek Spor Salonu, Istanbul Durata: 1h:49 - Spettatori: 350 | Galatasaray | 3 - 1 | Çanakkale   | 25-16, 25-14, 21-25, 25-15 |

### Final-four
|  | Semifinali  | Semifinali  | Semifinali |            |           | Finale    | Finale | Finale |  |
|  |             |             |            |            |           |           |        |        |  |
|  | VakıfBank   | VakıfBank   | 3          |            |           |           |        |        |  |
|  | VakıfBank   | VakıfBank   | 3          |            |           |           |        |        |  |
|  | Galatasaray | Galatasaray | 2          |            |           |           |        |        |  |
|  | Galatasaray | Galatasaray | 2          |            | VakıfBank | VakıfBank | 2      |        |  |
|  |             |             |            |            | VakıfBank | VakıfBank | 2      |        |  |
|  |             |             | Fenerbahçe | Fenerbahçe | 3         |           |        |        |  |
|  | Fenerbahçe  | Fenerbahçe  | Fenerbahçe | Fenerbahçe | 3         | 3         |        |        |  |
|  | Fenerbahçe  | Fenerbahçe  |            |            |           |           |        |        |  |
|  | Eczacıbaşı  | Eczacıbaşı  | 0          |            |           |           |        |        |  |

#### Semifinali
| 11 aprile 2015 Başkent Voleybol Salonu, Ankara Durata: 1h:58 - Spettatori: 5 500 | VakıfBank  | 3 - 2 | Galatasaray | 25-12, 16-25, 18-25, 25-19, 15-13 |
| 11 aprile 2015 Başkent Voleybol Salonu, Ankara Durata: 1h:28 - Spettatori: 6 300 | Fenerbahçe | 3 - 0 | Eczacıbaşı  | 25-22, 25-16, 25-20               |

#### Finale
| 12 aprile 2015 Başkent Voleybol Salonu, Ankara Durata: 2h:23 - Spettatori: 5 500 | VakıfBank | 2 - 3 | Fenerbahçe | 18-25, 25-23, 25-23, 14-25, 9-15 |